# Violet Piercy
 (juin 2024).
Le contenu est difficilement compréhensible vu les erreurs de traduction, qui sont peut-être dues à l'utilisation d'un logiciel de traduction automatique.
Violet Stewart Louisa Piercy (24 décembre 1889 – 11 avril 1972) est une coureuse de fond anglaise reconnue par la Fédération internationale d'athlétisme comme ayant établi le premier record du monde féminin du marathon le 3 octobre 1926 avec un temps de 3 heures 40 minutes et 22 secondes,
. Piercy aurait couru de manière non officielle et sa marque a été établie sur le parcours du Polytechnic Marathon entre Windsor et Londres,.

## Jeunesse
Piercy est née Violet Stewart Louisa Piercy le 24 décembre 1889 à Croydon. Son père était George Piercy ; sa mère était Louisa Sophia Piercy. Son père est décédé peu après sa naissance ; un frère est mort à l'âge de 8 ans. Elle a fréquenté l'Old Palace of John Whitgift School. En 1923, elle travaillait comme secrétaire médicale dans le sud de Londres.

## Course
Selon The New York Times, lorsque Piercy a commencé à attirer l'attention pour sa course, « l'idée dominante à l'époque était que les femmes étaient trop fragiles pour courir plus que quelques centaines de pieds ». Une de ses courses médiatisées a eu lieu en octobre 1926, lorsqu'elle a parcouru le parcours du marathon de Londres de cette époque en 3 heures 40 minutes et 22 secondes, bien que les chercheurs pensent depuis qu'elle n'a peut-être couru que vingt miles. Le 1er août 1927, elle a établi un record aux jeux britanniques pour une course de dix miles en 1 heure 13 minutes. En 1928, elle a de nouveau tenté la course du marathon de Londres mais a dû s'arrêter après vingt miles en raison de la chaleur excessive, avec un temps de 3 heures 31 minutes.
En mars 1935, elle est devenue « l'une des premières coureuses d'endurance féminines connues en Grande-Bretagne », selon The New York Times, après sa course publique de cinq miles de Highgate au Monument au centre de Londres, marquant le lieu de départ du grand incendie de Londres, incluant les 311 marches jusqu'au sommet du Monument, qu'elle a terminée en 43 minutes et 2 secondes.
Elle a également couru le marathon de Londres en 1933 et 1936, terminant les deux en environ 4 heures et 25 minutes. En 1933, elle a également terminé une course de 22 miles approuvée par la Women's Amateur Athletic Association, sous la pluie et la grêle, en 3 heures 45 minutes. En 1936, elle a été autorisée à partir devant les coureurs masculins au marathon de Londres, et son temps de finition est resté le record féminin jusqu'à ce que Dale Greig dépasse ce record en 1964.
Selon l'IAAF, le temps de Piercy en 1926 est resté imbattu pendant 37 ans jusqu'à la performance de 3 heures 37 minutes et 7 secondes de Merry Lepper (en) au Western Hemisphere Marathon le 16 décembre 1963,.

## Vie ultérieure et décès
Après plusieurs déménagements après la Seconde Guerre mondiale, il est possible qu'elle ait vécu dans un refuge pour femmes après la fin des années 1950. Les archives indiquent qu'elle aurait pu vivre à Battersea et Wandsworth jusqu'à la fin des années 1950.
Un certificat de décès daté du 11 avril 1972 pour « Violet Pearson, également connue sous les noms de Violet Piercy et Violet Pierce », indique une hémorragie cérébrale comme cause de décès à l'University College Hospital de Londres. Son certificat de décès indique qu'elle n'avait pas d'adresse fixe.